# Мейер де Шауэнси, Родольф
Родольф Мейер де Шауэнси (англ. Rodolphe Meyer de Schauensee; 4 января 1901 года, Рим, Италия — 24 апреля 1984 года) — американский орнитолог.

## Биография
Он родился в Риме в Италии. Его отец — швейцарский барон Фредерик Мейер де Шауэнси, был из семьи люцернских патрициев. Детство он провёл в поместье отца, в замке недалеко от Люцерна. Учился в школах Рима и Флоренции. В 1913 году его семья переселилась в США. У его матери — Матильды Толанд, родом из Филадельфии, был дом в Виннвуде, Пенсильвания, к северо-западу от города Филадельфия. Он учился в Хузикской школе в Хузик Фолс в штате Нью-Йорк.
Ещё в юности он увлекается наблюдениями за птицами. Рядом с домом матери он содержал вольер с экзотическими птицами. В 1920-х годах он учится в Академии естественных наук, где знакомится с орнитологом Джеймсом Бондом (1900—1989). В дальнейшем Бонд и де Шауэнси часто работали вместе над исследованием неотропической орнитофауны и сочиняли научные первые описания таксонов, таких как рогатый кракс (Pauxi unicornis) и коноверова лептотила (Leptotila conoveri). В 1925 году они занимают деньги, чтобы организовать экспедицию на шесть месяцев в бассейн Амазонки, в устье реки, неподалеку от Белена, чтобы собрать живые образцы или чучела для Академии в Филадельфии. Так началось его сотрудничество с Академией, впоследствии он был куратором птиц в Академии в течение почти пятидесяти лет.
Принимал участие в множестве научных экспедиций, часто вместе с женой — Вильяминой В. Вентц (с которой у них было две дочери — Мод и Максин), в Колумбию, Перу, Боливию, Бразилию, Кению, Таиланд, Мьянму, Южную Африку, Вест-Индию, Гватемалу, Индонезию. Именно во время пребывания в Таиланде, он призывает Херберта Гиртона Дэйнана (1906—1968), учителя в Чиангмае заняться орнитологией. С 1935 года он финансировал экспедиции, в том числе в Южную часть Тихого океана. Он расширил коллекцию птичьих чучел Академии, обогатив её с 80 000 образцов до более чем 170 000.
Он также автор более ста публикаций. Его знания тропических птиц могут сравниться только с Жаном Теодором Делакуром (1890—1985).
Куратор птиц Академии, он становится её вице-президентом с 1940 по 1949 год и являлся частью его руководящего комитета с 1934 года. Мейер де Шауэнси также является членом различных научных обществ, таких как Британский союз орнитологов, Французский союз орнитологов и многих других. Он получил Медаль Брюстера, вручаемую Американским обществом орнитологов в 1977 году.

## Памятные таксоны
В честь Родольфа Мейере де Шауэнси в частности названы следующие таксоны:
- Amphiesma deschauenseei (Тейлор[англ.], 1934)
- Eunectes deschauenseei (Данн[англ.] и Конант[англ.], 1936)
- Hyphessobrycon schauenseei (Фаулер, 1926)
- Ortalis vetula deschauenseei (Бонд, 1936)
- Rallus limicola meyerdeschauenseei (Jon Fjeldså, 1990)
- Tangara meyerdeschauenseei (Шуленберг и Бинфорд, 1985)

## Список произведений
Он издал шесть книг по орнитологии:
- The Birds of the Republic of Colombia (1948—1950)
- The Birds of Colombia (1964)
- The Species of Birds of South America (1966)
- A Guide to the Birds of South America (1970) — в орнитологический кругах в качестве настольной книги рассматривается.
- вместе с Уильямом Генри Фелпсом[англ.] (1875—1965) A Guide to the Birds of Venezuela (1970)
- The Birds of China (1984)

Кроме того перевёл на английский язык Birds of Borneo Томмазо Сальвадори.